# John Willem Nicolaysen Gran
John Willem Nicolaysen Gran (Bergen, 5 aprile 1920 – Parigi, 20 marzo 2008) è stato un vescovo cattolico norvegese. In gioventù fu anche aiuto regista.

## Biografia
John Willem Nicolaysen Gran nacque a Bergen il 5 aprile 1920 in una famiglia facente parte della Chiesa di Norvegia. Benché battezzato alla nascita nella Chiesa luterana in gioventù si considerò sempre ateo. Fu per un breve periodo buddista. A causa dell'occupazione tedesca della Norvegia durante la seconda guerra mondiale, si trasferì in Italia. Nel 1941 si convertì al cattolicesimo e fu cresimato nella basilica di San Pietro in Vaticano.

### Formazione e ministero sacerdotale
Durante la seconda guerra mondiale prestò servizio militare, prima di stanza a Londra e poi in tempo di pace fu inviato in Norvegia dove dal 1945 al 1946 fu ufficiale di collegamento alla fortezza di Akershus. Cominciò a lavorare come aiuto regista nel film Operation Swallow che parla del raid del Telemark.
Si sentì attratto dalla vita monastica e nel novembre del 1949 entrò nel monastero trappista gallese di Caldey Island, al largo della costa del Pembrokeshire. Prese il nome di John. Compì gli studi teologici nell'abbazia di Notre-Dame de Scourmont, in Belgio.
Il 21 maggio 1957 fu ordinato presbitero nell'abbazia di Caldey da monsignor Johannes Theodor Suhr. Due anni dopo fu inviato a Roma per ulteriori studi e conseguì la licenza in teologia. Dal 1960 al 1963 fu amministratore finanziario del suo ordine a Roma.

### Ministero episcopale
Il 27 dicembre 1962 da papa Giovanni XXIII lo nominò vescovo coadiutore di Oslo e titolare di Rafia. Ricevette l'ordinazione episcopale il 24 marzo successivo nella cattedrale di Sant'Olav a Oslo dal vescovo di Oslo Jacques Mangers, coconsacranti il vescovo di Copenaghen Johannes Theodor Suhr e il vicario apostolico della Norvegia Settentrionale Johann Wember. Fu il secondo vescovo cattolico norvegese dai tempi della Riforma protestante dopo monsignor Olaf Offerdahl. Succedette alla medesima sede il 25 novembre 1964 e prese possesso della diocesi il 13 dicembre.
Partecipò al Concilio Vaticano II.
Era noto per il suo grande interesse per la sua diocesi e tra le altre cose predispose il restauro della cattedrale di Sant'Olav guidato dall'architetto Thomas Thiis-Evensen. Si occupò anche dell'attuazione in diocesi delle decisioni del Concilio Vaticano II
Fu membro del Segretariato per l'unità dei cristiani fino al 1970 e membro del Segretariato per i non cristiani fino al 1984.
Fu presidente della Conferenza episcopale della Scandinavia dal 1978 al 1986.
Il 26 novembre 1983 papa Giovanni Paolo II accettò la sua rinuncia al governo pastorale della diocesi. Si ritirò a vivere in Corsica.
Morì a Parigi il 20 marzo 2008 all'età di 87 anni. È sepolto nella tomba dei vescovi del cimitero della chiesa di Bergen. L'ultimo vescovo ad essere stato sepolto lì fu Andor Ketilsson, nel 1522.

## Opere
- John Willem Gran, A Hand on My Shoulder: Memoirs of John Willem Gran, Cistercian Publication, 2004.

## Genealogia episcopale e successione apostolica
La genealogia episcopale è:
- Cardinale Scipione Rebiba
- Cardinale Giulio Antonio Santori
- Cardinale Girolamo Bernerio, O.P.
- Arcivescovo Galeazzo Sanvitale
- Cardinale Ludovico Ludovisi
- Cardinale Luigi Caetani
- Cardinale Ulderico Carpegna
- Cardinale Paluzzo Paluzzi Altieri degli Albertoni
- Papa Benedetto XIII
- Papa Benedetto XIV
- Papa Clemente XIII
- Cardinale Marcantonio Colonna
- Cardinale Giacinto Sigismondo Gerdil, B.
- Cardinale Giulio Maria della Somaglia
- Cardinale Carlo Odescalchi, S.I.
- Cardinale Costantino Patrizi Naro
- Cardinale Lucido Maria Parocchi
- Papa Pio X
- Papa Benedetto XV
- Arcivescovo Sebastiano Nicotra
- Vescovo Pierre Nommesch
- Vescovo Jacques Mangers, S.M.
- Vescovo John Willem Nicolaysen Gran, O.C.S.O.

La successione apostolica è:
- Vescovo Gerhard Schwenzer, SS.CC. (1975)